# Rhamnus macrocarpa
Rhamnus macrocarpa är en brakvedsväxtart som beskrevs av Paul Carpenter Standley. Rhamnus macrocarpa ingår i släktet getaplar, och familjen brakvedsväxter. Inga underarter finns listade i Catalogue of Life.